# Gemei x760+
O Gemei X760+ é um Portátil sucessor do Gemei X760, ambos da Gemeitech são consoles chineses conhecidos como Mp4/Mp5 no Brasil. O Gemei X760+ foi criticado com relação aos seus botões, pois são feitos de borracha, além disso a falta dos botões L & R, essenciais na emulação de alguns consoles. O Gemei X760+ caminha na cena homebrew juntamente com um concorrente seu Dingoo A320 que possui o mesmo hardware, sendo que este segundo possui os botões L & R.

## Hardware

### Especificações
- CPU: Ingenic JZ4732 @ 400 MHz (MIPS architecture)
- RAM: 32MB
- Memória interna: 4GB
- Memória adicional: SD/SDHC até 32G
- Entradas: D-Pad, 4 botões de ação e Microfone.
- Saídas: Autofalantes estéreos, entrada para fone & TV-out com cabo incluso
- I/O USB 2.0
- Tela: 3.0" TFT 16mil cores, wide 320x240 30fps + Saída RCA audio+video
- Bateria: 800mAh built in rechargeable Li-On battery 6 horas de vídeo 12 horas de audio
- Player de vídeos RM, MP4, 3GP, AVI, ASF, MOV, FLV, MPEG
- Tocador de músicas MP3, WMA, APE, FLAC, RA
- Rádio FM 76 MHz ~ 108 MHz 10 canais.
- Gravação: suporta gravações digitais (em MP3 e WMA) e gravações do rádio FM
- Software Suporte Free SDK Available
- Dimensões: 115×59×17mm
- Peso: 100g
- Idiomas: Inglês e chinês (existe ainda firmwares não oficiais em português)

## Funções

### Jogos

#### Original
São Vários Games em Chines e inglês, produzidos pela DingooGames dentre eles:
- 7 Days Salvation
- Ultimate Drift
- Dream Drift
- Dingoo Snake
- Amiba's Candy
- Hell Striker
- Decollation Warrior

#### Homebrews
- SzExplorer: Navegador para visualização do arquivos
- DFiler: Navegador para cópia, exclusão e movimentação de arquivos e diretórios
- PicShow  : Visualizador de imagens utilizando sistema de emulação

### Emuladores

#### Oficiais
- GBA
- NES
- Neo-Geo
- SNES
- CPS1
- CPS2
- Sega Mega Drive/Genesis

#### Desenvolvidos pela comunidade externa

##### Consoles e Computadores
- Neo Geo Pocket
- Sega Master System e Sega Game Gear
- WonderSwan e WonderSwan Color
- Magnavox Odyssey 2
- ColecoVision
- MAME

### Player de Vídeos
- Formatos de vídeo: RMVB, RM, AVI, WMV, FLV, MPEG, MP4, ASF, MOV
- Codecs de vídeo : WMV1, WMV3, WMV7, WMV8.1, WMV9, MP42, mp4v, DIV3, DiVX5, XViD, MJPG, MPEG1, MPEG2
- Resolução do LCD: 320*240

### Tocador de Audio
- Áudio em formatos: MP3, WMA, APE, FLAC, WAV, AC3
- Canais: Estéreo
- Função Equalizador

### Visualizador de Imagens
- Suporta JPG, BMP, GIF, PNG e outros formatos de arquivo

### Leitor de Texto
- Suporta TXT formato de arquivo
- Apoio para Leitura em Inglês
- Outras funções incluem Marcação, auto-navega, Ajuste de fonte, e pode ser aberta enquanto a música está a tocar.

### Rádio
- Rádio FM
- Ampla faixa de canal 76.0 MHz ~ 108.0 MHz, suporte manual / automática varredura de canal, rádio FM, pode-se manter a tocar enquanto usa-se outra aplicação. O usuário pode guardar até 10 canais.

### Gravação de áudio
- Suporta gravações digitais e gravações do rádio FM
- A gravação de voz e suporta formatos MP3/WAV.

### Outros
- Suporta SWF Formato (somente Flash 6)
- U-disk de proteção contra vírus: Software antivírus proteção, para manter o sistema no seu melhor desempenho.
- Envio USB 2.0 Interface de Apoio Win2000/XP/VISTA/MAC Sistemas Operacionais

### Navegador
- Permite-lhe encontrar facilmente arquivos (jogos, música, vídeos, fotografias, gravações de voz).
- SzExplorer Navegador para visualização do arquivos (homebrew).
- DFiler: Navegador para cópia, exclusão e movimentação de arquivos e diretórios (homebrew).

## Firmware

### Firmware Oficiais
- Firmware V1.30
- Firmware V1.31
- Firmware V1.32

### Linux

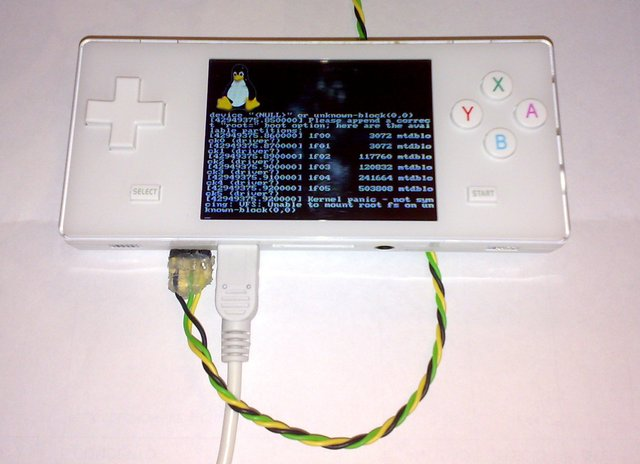
Versão alpha do Dingux, Linux portado para o Dingoo A320

O Linux foi gerado e liberado por Booboo no Google Code em 18 de maio de 2009.
O desenvolvedor prometeu suporte a todos consoles chineses que fossem baseados nos chips Injenic. Através de doações ele adquiriu um Gemei X760+ e portará o Dingux para ele.